# 劳默斯费尔德
劳默斯费尔德（法語：Laumesfeld，法語發音：[lauməsfɛld]；洛林法兰克语：Laumëschfeld）是法国摩泽尔省的一个市镇，属于蒂永维尔区。

## 地理
劳默斯费尔德（49°22'8"N, 6°26'39"E）面积8.3 平方千米，位于法国大東部大區摩泽尔省，该省份为法国东北部内陆省份，是洛林的一部分，西南接默尔特-摩泽尔省，东临下莱茵省，北与卢森堡和德国接壤。
与劳默斯费尔德接壤的市镇（或旧市镇、城区）包括：阿尔斯特罗夫、凯尔兰莱锡尔克、基什瑙门、莫讷伦、圣弗朗索瓦-拉克鲁瓦、瓦尔德韦斯特罗夫。
劳默斯费尔德的时区为UTC+01:00、UTC+02:00（夏令时）。

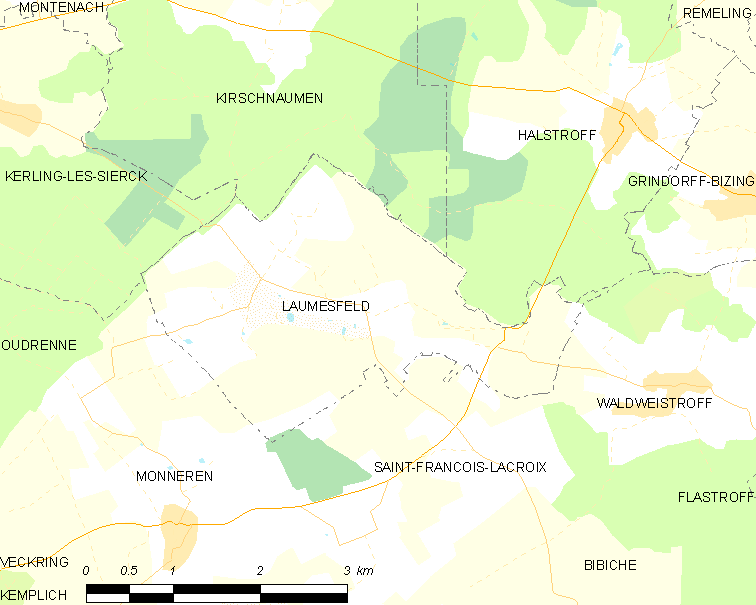
劳默斯费尔德的OSM定位图

## 行政
劳默斯费尔德的邮政编码为57480，INSEE市镇编码为57387。

## 政治
劳默斯费尔德所属的省级选区为布宗维尔县。

## 人口

1962-2008年间劳默斯费尔德人口变化图示

劳默斯费尔德于2022年1月1日时的人口数量为285人。